# ハリケーン (シャネルズの曲)
「ハリケーン」は、1981年5月21日に発売されたシャネルズ（後のラッツ&スター）の4枚目のシングル。

## 解説
- 本作で、デビューから4作連続、オリコンシングルチャートTOP3入りとなった。
- この曲を初披露したのは日本ではなくアメリカのライブハウス、ウィスキー・ア・ゴーゴーだった。
- PUFFYやゴスペラッツによるカバーがリリースされている。

## 収録曲
両曲　作詞：湯川れい子　作曲・編曲：井上大輔
1. ハリケーン
  - アルバム『Hey!ブラザー』に収録されている。
2. 渚のウエディング・ベル
  - アルバム未収録。

## PUFFYによるカバー
「ハリケーン」は、PUFFYの15枚目のシングル。2002年2月6日発売。発売元はエピックレコードジャパン。

### 解説
- シャネルズ（後のラッツ&スター）が1981年にヒットさせた曲「ハリケーン」のカヴァー。
- レコーディングには、Dr.StrangeLoveの根岸孝旨や長田進らが参加し、コーラスのドゥーワップも歌っている。
- PVでは、自身の番組でオーディションに合格した4人に、流石組の4人を加えたバックダンサーを従え、比較的ハードなダンスを踊っている。

### 収録曲
1. ハリケーン [2:56]
作詞：湯川れい子・作曲：井上大輔、編曲：奥田民生
2. 海のせい [3:43]
作詞・作曲：三田二郎、編曲：奥田民生
3. ハリケーン（オリジナル・カラオケ） [2:56]
4. 海のせい（オリジナル・カラオケ） [3:43]